# Elysium Chasma
Elysium chasma est une dépression dans le quadrangle d'Elysium, localisé au sud-ouest de Elysium Mons et au nord-ouest d'Albor Tholus, sur la planète Mars.

## Étymologie
Le quadrangle est nommé d'après Elysium, décrit comme un paradis selon Homère dans l'Odyssée.

## Géologie
La carte géologique du quadrangle d'Elysium nous apprend que la formation géologique d'Elysium Chasma est celle que l'on trouve principalement autour des grandes structures volcaniques: des coulées de laves faiblement recouvertes par des dépôts éoliens, en l'occurrence provenant de l'Elysium Mons et de l'Albor Tholus. Elle est de texture lisse, irrégulière, modérément cratérisée et bigarrée.